# Humanomics research centre
Humanomics research centre är en forskningsenhet inom Aalborg Universitet. Den ligger vid filialen Aalborg universitet København i Köpenhamn i Danmark. Humanomics research centre har specialiserat sig på att undersöka den humanistiska kunskapens samhällspåverkan.
Humanomics research centre grundades 2012 med finansiellt stöd av de danska Veluxfonderna. Centret leds av Frederik Stjernfelt och David Budtz Pedersen.

## Utgivna skrifter i urval
- Kampen om mennesket – Forskellige menneskebilleder og deres grænsestrid, redigerad av David Budtz Pedersen, Finn Collin och  Frederik Stjernfelt, Hans Reitzels Forlag, Köpenhamn 2018, ISBN 9788741272894
- Impact – Redskaber og metoder til måling af forskningens gennemslagskraft, redigerad av David Budtz Pedersen och Jonas Grønvad, Det Frie Forskningsråd, Köpenhamn 2017, ISBN 978-87-93468-45-0
- Kortlægning af dansk humanistisk forskning, redigerad av Frederik Stjernfelt och David Budtz Pedersen, Hans Reitzels Forlag 2016, ISBN 9788741264646
- En milepæl i dansk videnskabshistorie – Kampen om disciplinerne. Viden og videnskabelighed i humanistisk forskning, Hans Reitzels Forlag 2015, ISBN 9788741261300